# Marsascala
Marsascala (in maltese Marsaskala
 o anche Wied il-Għajn, colloquialmente M'Skala) è una località maltese sorta intorno al piccolo porto naturale della baia di Marsascala, una profonda insenatura nel sud-est dell'isola. La patrona di questa località è sant'Anna.

## Origini del nome
Il nome dell'abitato significa probabilmente "porto siciliano": la baia su cui sorge era infatti un tempo frequentata da pescatori provenienti dalle coste meridionali della Sicilia e che qui si insediarono. 
Marsascala è nota in maltese anche col nome di Wied il-Għajn, che significa "valle della sorgente".

## Geografia fisica

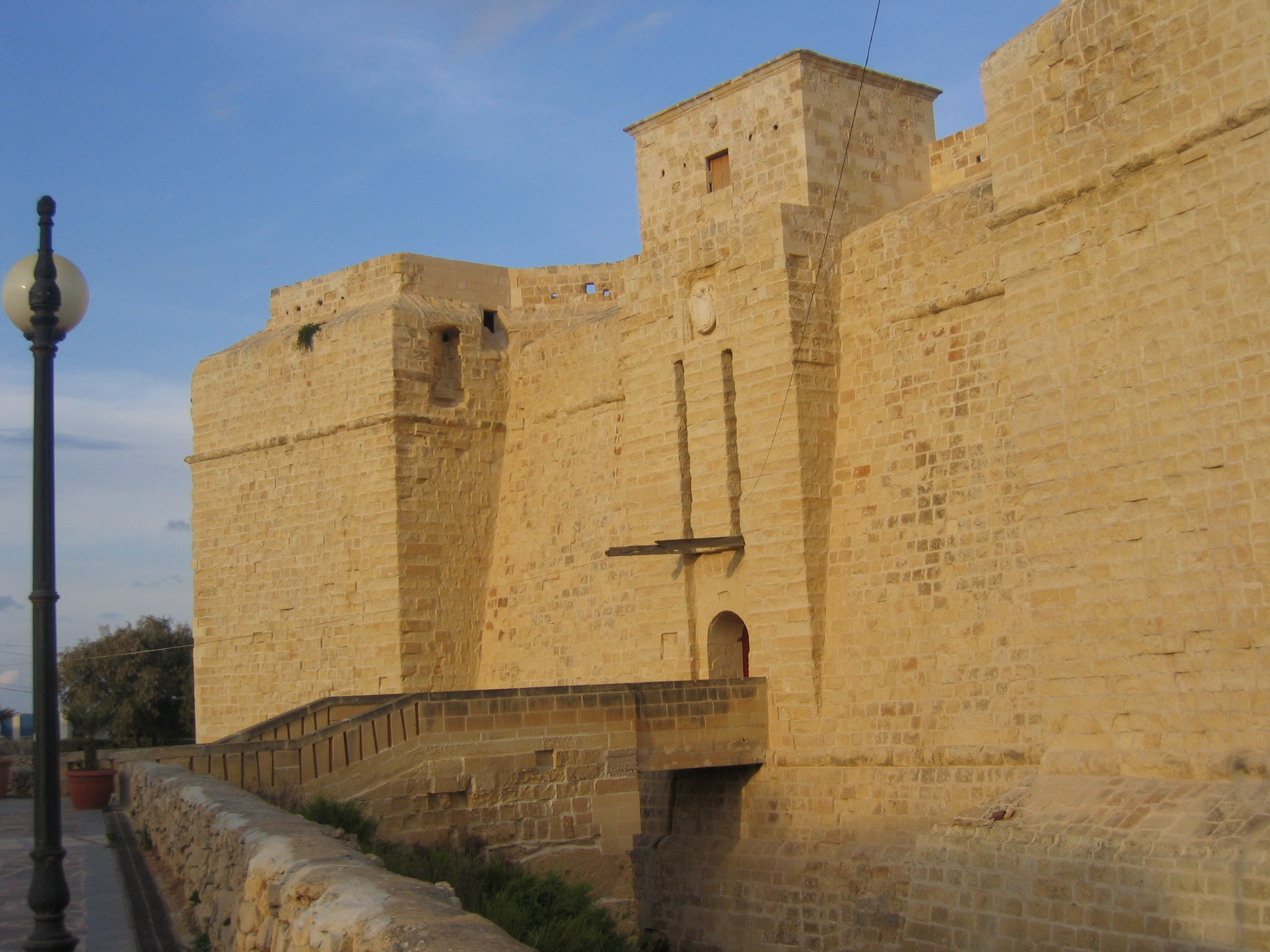
Forte di San Tommaso

La baia è protetta a nord dalla punta di Zonqor, la punta est di Malta, e a sud da Il-Hamrija. La città si estende su entrambi i lati della baia e lungo tutto Il-Hamrija.
La costa a nord della punta di Zonqor è formata da una bassa scogliera, con terrazzamenti rocciosi a sud della punta. La baia di Marsascala è contornata da una passeggiata, con bassi terrazzamenti inframezzati da saline naturali.
Sebbene non vi siano molte spiagge sabbiose la conformazione della zona è ideale per le immersioni e lo snorkeling.